# 中山寺 (福井県高浜町)

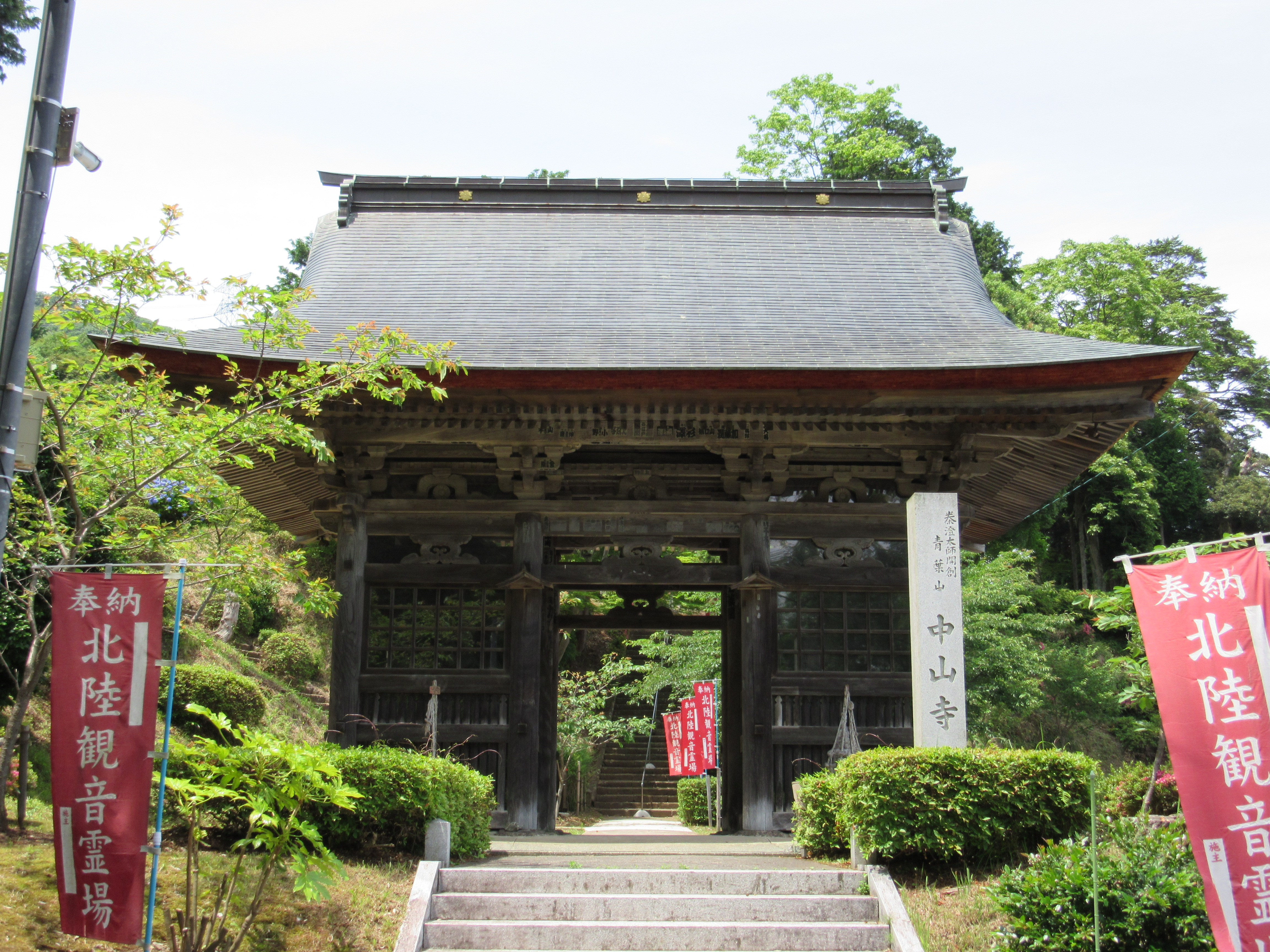
中山寺山門

中山寺（なかやまでら）は、福井県高浜町にある真言宗御室派の寺院。山号は青葉山。本尊は馬頭観音。
北陸三十三ヵ所観音霊場・北陸白寿観音霊場の第1番札所。若狭観音霊場の第33番札所。

## 歴史
寺伝によれば736年（天平8年）に聖武天皇の勅願のもと泰澄大師によって創建されたという。

## 文化財
重要文化財
- 本堂[1] - 室町時代の建立。本尊馬頭観音菩薩像が安置されている。
- 木造馬頭観音菩薩坐像[2][3] - 当寺の本尊。檜材寄木造り。秘仏で、開帳は33年に1度行われる。次回は2028年頃の予定。
- 木造金剛力士立像（阿形・吽形）[4][5]

県指定文化財
- 木造阿弥陀如来坐像[6]
- 両界種子曼荼羅[7]

町指定文化財
- 木造毘沙門天立像
- 木造不動明王立像

その他
木造馬頭観音菩薩坐像 - 秘仏本尊の代わりに平常に拝む前仏。江戸時代中期に小浜の仏師の林勝政・庄助親子によって作られた。
- 白寿観音像
- 山門 - 国の重要文化財の金剛力士像が安置されている。

## 札所
- 北陸三十三ヵ所観音霊場 第1番札所 札所本尊：馬頭観音
- 若狭観音霊場 第30番札所 札所本尊：馬頭観音
- 北陸白寿観音霊場 第1番札所 札所本尊：白寿観音